# Terrers (Arbúcies)
Terrers és una masia d'Arbúcies (Selva) inclosa a l'Inventari del Patrimoni Arquitectònic de Catalunya.

## Descripció
El Terrers és una gran masia ubicada en un turó de mitja muntanya a 710 metres d'altitud, dins el Parc Natural del Montseny.
Es tracta d'una construcció formada per tres cossos de planta rectangular adossats: la masia, la pallissa i les corts, formant un pati clos. La masia principal està formada per planta baixa, on s'hi ubicava la cuina, i dos pisos, el primer dedicat a habitacions i el segon, a l'època servia de magatzem de productes agrícoles com cereals, farratges, etc, coberta a dues vessants amb caiguda a la façana. El cos central té dos nivells degut a una ampliació més tardana, la qual cosa va significà el canvi de la coberta. Destaca el portal amb arc de mig punt adovellat. La resta d'obertures són rectangulars amb llinda monolítica.
Tot el conjunt es troba abandonat i en procés d'enrunament.

## Història
L'antic camí ramader que vorejava el Montseny i davallava des dels Pirineus fins a la costa, entrava a la vall d'Arbúcies per coll de Ravell i es dirigia al Terres, can Dorca, pla de Pelaïna fins Arbúcies.
La parròquia de Cerdans formava part del comtat d'Osona i des de sempre, i encara ara, pertanyia a la jurisdicció eclesiàstica de Vic. A finals del segle xii els capellans de Sant Cristòfol de Cerdans entraren en litigi amb els d'Espinelves per la possessió d'uns masos. Al 1181 arribaren a l'acord que el rector d'Espinelves cobraria tots els drets eclesiàstics sobre el mas Terrers, propi dels Monrodon de Taradell, i el rector de Cerdans cobraria els drets sobre els masos Serra i Rovires dels senyors Gurb. En realitat però sembla redactat a l'inrevés, doncs sembla que la família Gurb en tenia la senyoria.
Terrers s'esmenta per prinera vegada en un document de 1116. Apareix en els fogatges de 1497, 1515 i 1553. Trobem documentació del segle xvi en el fons patrimonial de Can Ferrer.
També s'esmenta en l'acta de la rodalia de la parròquia de Sant Cristòfol de Cerdans de 1736. I és documentat en el Cadastre de 1743 i de 1800.
En el padró de 1883 apareix habitada per una família de sis membres, en el de 1940 la trobem habitada per una família de quatre persones.
Juli Serra el situa en el mapa del Montseny de l'any 1890.